# Đảo chính Chile 1973
Đảo chính năm 1973 tại Chile là một cuộc đảo chính quân sự lật đổ chính quyền cánh tả của Đảng Unidad Popular, là một sự kiện bước ngoặt của Chiến tranh Lạnh và lịch sử của Chile. Sau một thời gian dài gặp tình trạng bất ổn xã hội và chính trị giữa Quốc hội do những người bảo thủ chi phối và vị Tổng thống dân bầu theo đường lối xã hội chủ nghĩa Salvador Allende , Allende bị lật đổ trong cuộc đảo chính. Ông đã tuyên bố không từ chức và bị giết hại, phe đảo chính tuyên bố là ông tự sát. Quân đội đã nắm chính quyền và lập nên chính quyền quân sự .
Chính quyền quân sự bao gồm người đứng đầu của Không quân, Hải quân, Carabineros (lực lượng cảnh sát) và Lục quân, Augusto Pinochet dần vươn lên nắm quyền lực tối cao trong vòng một năm sau cuộc đảo chính, chính thức nắm giữ chức vụ Tổng thống Chile vào cuối năm 1974. Pinochet sau đó đã nắm giữ quyền lực và chấm dứt Chính phủ Thống nhất dân cử của Salvador Allende, phát động chiến dịch khủng bố nhằm vào những người ủng hộ chính phủ Allende bao gồm vụ giết chết cựu Ngoại trưởng Orlando Letelier. Trước thời kỳ cai trị của Pinochet, Chile trong nhiều thập kỷ được ca ngợi như là một điển hình của dân chủ và ổn định chính trị trong một Nam Mỹ tràn ngập các chính quyền quân sự và chủ nghĩa Caudillo.
Trong thời gian xảy ra các cuộc không kích và tấn công mặt đất trước cuộc đảo chính, Allende đã đọc diễn văn cuối cùng của ông, trong đó ông tuyên bố sẽ ở lại Dinh Tổng thống, phản đối kịch liệt đề xuất ông được ra đi an toàn nếu ông chọn sống lưu vong thay vì ở lại đối đầu . Nhân chứng trực tiếp về cái chết của ông tuyên bố rằng ông tự tử trong cung điện. Sau cuộc đảo chính, chính quyền thành lập một chế độ độc tài quân sự với sự hỗ trợ từ phương Tây  để cai trị Chile cho đến năm 1990. Chính quyền này được ghi nhớ bởi nhiều cáo buộc vi phạm nhân quyền. Một phong trào nổi dậy chống lại chính phủ Pinochet được duy trì bên trong Chile bởi các nhân vật có cảm tình với chính phủ Allende cũ, và một cuộc trưng cầu ý dân năm 1988 đã loại bỏ Pinochet khỏi quyền lực.